# Чельстрём, Харри
Харри Чельстрём (швед. Harry Källström, 30 июня 1939 — 13 июля 2009) — шведский раллийный автогонщик. Имел прозвище «Спутник».
Дебютировал в раллийных гонках в 1957 году. Участвовал в чемпионате мира по ралли в 1970-х. До основания чемпионата мира по ралли, Кальстрем выиграл Ралли Великобритании на Lancia Fulvia в 1969 и 1970 годах. В 1969 году он также завоевал титул чемпиона Европы по ралли.
Его первый подиум в чемпионате мира — второе место на Ралли Сафари в 1973 году, за рулем Datsun 1800. Это был первый в истории этап WRC закончившийся равным результатом, Харри и Шекхар Мехта закончили гонку с равным результатом — 6 часов и 46 минут. Победу отдали Мехта, в связи с его лидерством на начальных спецучастках этапа (в 1985 году на Ралли Кот-д’Ивуара пилоты Toyota Юха Канккунен и Бьорн Вальдегорд повторили это достижение).
Со штурманом Класом-Йораном Андерссоном за рулем Datsun 160J в  1976 году одержал свою единственную победу на этапе чемпионата мира по ралли — в Ралли Акрополис. Также в Греции он брал «бронзу» в 1977 и 1979 годах.
В последние годы Харри Чельстрём работал водителем в церкви недалеко от его дома. Он умер в июле 2009 года от последствий сердечного приступа, вскоре после празднования своего семидесятилетия.

## Результаты

### Победы в чемпионате Европы по ралли

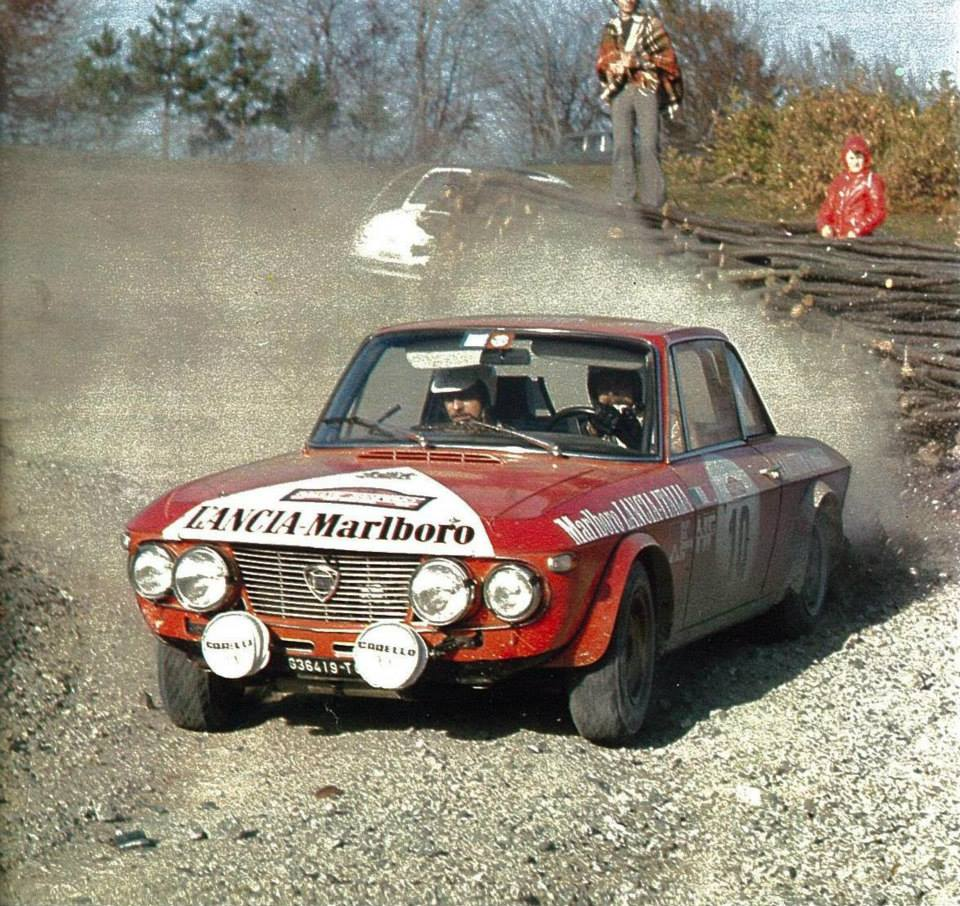
Харри Чельстрём пилотирует Lancia Fulvia Coupé на Ралли Сан-Ремо 1972

Всего 12 подиумов.
| # | Этап                 | Штурман       | Автомобиль                 | Год  |
| - | -------------------- | ------------- | -------------------------- | ---- |
| 1 | Ралли Великобритании | Гуннар Хёгбом | Lancia Fulvia 1.6 Coupé HF | 1969 |
| 2 | Ралли Испании        | Гуннар Хёгбом | Lancia Fulvia 1.6 Coupé HF | 1969 |
| 3 | Ралли Сан-Ремо       | Гуннар Хёгбом | Lancia Fulvia 1.6 Coupé HF | 1969 |
| 4 | Ралли Сан-Мартино    | Гуннар Хёгбом | Lancia Fulvia 1.6 Coupé HF | 1970 |

### Международный чемпионат FIA для ралли-производителей (подиумы)
| Год  | Ралли                | Штурман       | Автомобиль                 | Место |
| ---- | -------------------- | ------------- | -------------------------- | ----- |
| 1970 | Ралли Сан-Ремо       | Гуннар Хёгбом | Lancia Fulvia 1.6 Coupé HF | 2     |
| 1970 | Ралли Великобритании | Гуннар Хёгбом | Lancia Fulvia 1.6 Coupé HF | 1     |
| 1971 | Ралли Швеции         | Гуннар Хёгбом | Lancia Fulvia 1.6 Coupé HF | 3     |
| 1972 | Ралли Швеции         | Гуннар Хёгбом | Lancia Fulvia 1.6 Coupé HF | 3     |

### Чемпионат мира по ралли (подиумы)
| Год  | Ралли           | Штурман              | Автомобиль      | Место |
| ---- | --------------- | -------------------- | --------------- | ----- |
| 1973 | Ралли Сафари    | Клас Биллстам        | Datsun 1800 SSS | 2     |
| 1976 | Ралли Акрополис | Клас-Йоран Андерссон | Datsun 160J     | 1     |
| 1977 | Ралли Акрополис | Клас Биллстам        | Datsun 160J     | 3     |
| 1979 | Ралли Акрополис | Клас Биллстам        | Datsun 160J     | 3     |